# Forūdgāh-e Īrānshahr
Forūdgāh-e Īrānshahr (persiska: فرودگاه ايرانشهر) är en flygplats i Iran.   Den ligger i provinsen Sistan och Baluchistan, i den sydöstra delen av landet, 1 300 km sydost om huvudstaden Teheran. Forūdgāh-e Īrānshahr ligger 600 meter över havet.
Terrängen runt Forūdgāh-e Īrānshahr är platt, och sluttar söderut. Runt Forūdgāh-e Īrānshahr är det mycket glesbefolkat, med 7 invånare per kvadratkilometer. Närmaste större samhälle är Īrānshahr, 5,3 km sydväst om Forūdgāh-e Īrānshahr. Trakten runt Forūdgāh-e Īrānshahr är ofruktbar med lite eller ingen växtlighet.